# Nünchritz
Nünchritz település Németországban, azon belül Szászország tartományban. Lakosainak száma 5419 fő (2023. december 31.).

## Népesség
A település népességének változása:
| Lakosok száma | 5541 | 5499 | 5422 | 5439 | 5419 |
|               | 2017 | 2019 | 2021 | 2022 | 2023 |